# Rasprava
Rasprava, diskusija, vrsta stručnog djela. Predstavlja tematski usmeni razgovor u kojemu aktivno sudjeluje više ljudi u rješavanju nekog pitanja koje je opće vrijednosti. Oblik je usmenog iznošenja stavova i argumenata i kritika, drugih mišljenja o određenom pitanju (temi). Srodna je debati. 
Rasprava može biti i u pisanom obliku. Predstavlja sustavno razmatranje nekog pitanja, spis u kojem se svestrano razmatra neka opsežnija tema.